# Mukařov u Jiviny
Mukařov (deutsch bis 1945 Mukarschow) ist eine Gemeinde mit 172 Einwohnern im Okres Mladá Boleslav, Tschechien. Sie umfasst drei Ortschaften unmittelbar am Rand des ehemaligen Truppenübungsplatzes Ralsko.

## Geografie
Die drei Dörfer Mukařov, Borovice und Vicmanov liegen über dem Tal des Flusses Zábrdka, 6 bis 12 Kilometer von der Stadt Mnichovo Hradiště entfernt. Benachbarte Orte sind im Osten und Norden Jivina, Neveklovice und Strážiště. In nordwestlicher Richtung grenzt die Gemeinde an das aufgelöste militärische Sperrgebiet von Ralsko, das weitgehend unbesiedelt ist.

## Geschichte
1352 wurde Mukařov als Dorf mit Pfarrkirche erstmals erwähnt. Der Pfarrbezirk bestand bis zum 17. Jahrhundert. Er ist 1854 wieder eingerichtet worden. Bis 1945 lagen die Dörfer an der tschechisch-deutschen Sprachgrenze. Die ehemals deutschsprachigen Nachbarorte im Westen wurden 1947 für den Truppenübungsplatz geräumt und planiert. Mukařov lag fortan am Ende einer Sackgasse; die Landstraße war für Zivilisten gesperrt. Obwohl die Dörfer selbst außerhalb des Sperrgebietes lagen, waren sie dennoch bei militärischen Übungen gefährdet. Die Kontamination durch nicht explodierte Munition ist bis heute nicht vollständig beseitigt. Seit dem Abzug der sowjetischen Streitkräfte 1991 ist die Straße zwischen  Mukařov und Mimoň wieder geöffnet. Der Ort dient als Ausgangspunkt für Radtouren durch das ehemalige Militärgelände. Das Betreten der Landschaft abseits befestigter Wege ist jedoch aus Sicherheitsgründen entweder eingeschränkt oder gänzlich verboten.

## Sehenswürdigkeiten
- Die gotische Pfarrkirche des Hl. Laurentius in Mukařov stammt aus dem Jahr 1450.  Sie wurde zu Beginn des 18. Jahrhunderts im Barockstil erneuert und 1866 sowie 2006 restauriert.
- Oberhalb von Vicmanov liegt eine historische Wassermühle.